# روبن كي
روبن كي (بالإنجليزية: Reuben Kee)‏ هو موسيقي وعارض سنغافوري، ولد في 9 يوليو 1984 في سنغافورة، وتوفي في 23 نوفمبر 2007.

## وصلات خارجية
- روبن كي على موقع IMDb (الإنجليزية)
- روبن كي على موقع ميوزك برينز (الإنجليزية)
- روبن كي على موقع ديسكوغز (الإنجليزية)